# 橋爪政吉
橋爪 政吉（はしづめ まさよし、1975年〈昭和50年〉1月25日 - ）は、日本の政治家。三重県志摩市長（2期）。元志摩市議会議員（2期）。父親は元大王町長の橋爪政勝。

## 来歴
三重県志摩郡大王町（現・志摩市大王町）生まれ。三重県立水産高等学校製造科卒業。名古屋市にある大原簿記専門学校を卒業し、家業であった有限会社久政に入社。久政は削り節製造・水産加工販売を業務としており、橋爪はやがて同社の社長に就任した。志摩青年会議所理事長や日本青年会議所東海地区三重ブロック協議会会長を務めた。
2016年（平成28年）10月23日に行われた志摩市議会議員の補欠選挙に立候補し初当選した。2017年（平成29年）に再選。
2020年（令和2年）10月18日に行われた志摩市長選挙に自民党・立憲民主党の推薦を受けて立候補。同じく自民党の推薦を受けた現職の竹内千尋、元職の大口秀和らを破り初当選した。10月31日、市長就任。
※当日有権者数：42,704人 最終投票率：63.07%（前回比：+5.04pts）
| 候補者名 | 年齢 | 所属党派 | 新旧別 | 得票数   | 得票率 | 推薦・支持                     |
| -------- | ---- | -------- | ------ | -------- | ------ | ------------------------------ |
| 橋爪政吉 | 45   | 無所属   | 新     | 14,169票 | 53.20% | （推薦）自由民主党・立憲民主党 |
| 竹内千尋 | 61   | 無所属   | 現     | 9,059票  | 34.02% | （推薦）自由民主党             |
| 大口秀和 | 69   | 無所属   | 元     | 3,403票  | 12.78% |                                |

2024年（令和6年）10月13日、無投票で再選。

## 人物
- 龍馬プロジェクトに参加しており、首長会メンバーに名を連ねる[8]。